# Breda Ba.25
Breda Ba.25 là một loại máy bay huấn luyện hai tầng cánh của Ý, do hãng Breda thiết kế chế tạo. Nó được sử dụng rộng rãi làm máy bay huấn luyện cơ bản ở Italy trong thập niên 1930.

## Biến thể

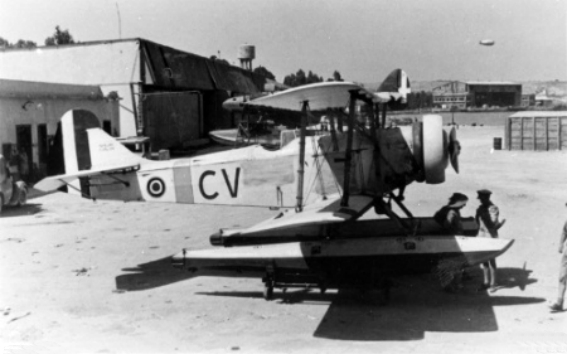
Ba.25 trong cấu hình thủy phi cơ một chỗ.

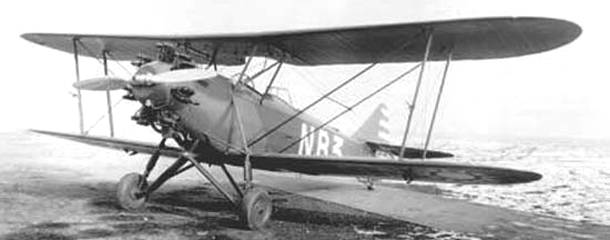
Ba.28 thuộc Không quân Cộng hòa Trung Hoa.

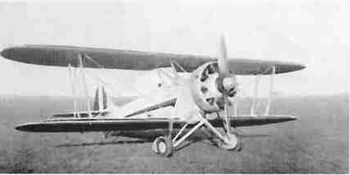
Ba.28

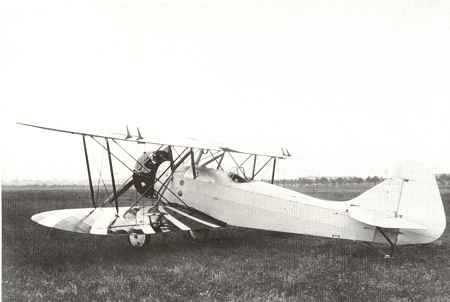
Ba.28

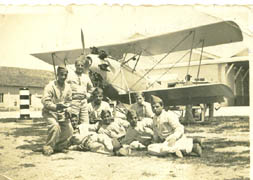
Ba.25
Ba.25/Lynx
Ba.25/D.2
Ba.25/Mezzo-Asso
Ba.25 Ridotto'
Ba.25-I (I for Idro)
Ba.26
Ba.28

## Quốc gia sử dụng
Afghanistan
- Không quân Afghanistan

 Áo
- Không quân Áo (1927-1938)

 Bolivia
 Đài Loan
- Không quân Cộng hòa Trung Hoa

 Ecuador
 Ethiopia
 Hungary
- Không quân Hoàng gia Hungary

 Ý
- Regia Aeronautica
- Aeronautica Nazionale Repubblicana

 Na Uy
- Không quân Hải quân Hoàng gia Na Uy

 Paraguay
- Hàng không Quân sự Paraguay
- Không quân Hải quân Paraguay

 Tây Ban Nha
- Không quân Tây Ban Nha

## Tính năng kỹ chiến thuật (Ba.25)
Dữ liệu lấy từ 
Đặc tính tổng quan
- Kíp lái: 2
- Chiều dài: 7,80 m (25 ft 7 in) (Breda 25 Idro - 9,1 m (29,86 ft))
- Sải cánh: 9,98 m (32 ft 9 in)
- Chiều cao: 2,8278 m (9 ft 3,33 in) (Breda 25 Idro - 3,6 m (11,81 ft))
- Diện tích cánh: 25,0 m2 (269 foot vuông)
- Trọng lượng rỗng: 1 kg (1,738 lb)
- Trọng lượng có tải: 2,288 kg (5 lb)
- Động cơ: 1 × Alia Romeo D2 , 180 kW (240 hp)

Hiệu suất bay
- Vận tốc cực đại: 205 km/h (127 mph; 111 kn)
- Vận tốc hành trình: 195 km/h; 105 kn (121 mph) (Breda 25 Idro - 93 mph (150 km/h))
- Vận tốc tắt ngưỡng: 71 km/h; 38 kn (44 mph) (Breda 25 Idro - 56 mph (90 km/h))
- Tầm bay: 499 km; 269 nmi (310 mi)
- Trần bay: 7.498 m (24.600 ft)
- Vận tốc lên cao: 2,87 m/s (565 ft/min) [2]